# Fontaine monumentale d'Évreux
La fontaine monumentale d'Évreux ou fontaine de l'hôtel de ville, est une fontaine datant de 1882, ornée d'un groupe en marbre sculpté par Louis-Émile Décorchemont, située sur la place du général de Gaulle, devant l'hôtel de ville d'Évreux.

## Historique
À sa mort en 1876, Adélaïde Janin-Huet lègue à la ville de quoi « ériger une fontaine monumentale avec eau jaillissante […] élevée sur une des places principales de la ville d'Évreux et […] une inscription […] gravée sur une des faces de cette fontaine pour rappeler le nom des donataires, celui de [son] père chéri qui a été président du tribunal civil d'Évreux, membre du conseil général de l'Eure, maire de la ville d'Évreux et aussi le nom de [son] cher mari M. Jules Janin, membre de l'Académie Française ».
Édifiée en 1882, elle est l'œuvre de l'architecte Charles Genuys et du sculpteur Louis-Émile Décorchemont.

## Descriptif
Surmontant le bassin, un groupe en marbre figure l'allégorie de l'Eure, représentée par une jeune femme tenant une rame et prenant appui sur le blason de ville, entourée de ses affluents l'Iton et le Rouloir.

Vues de la fontaine
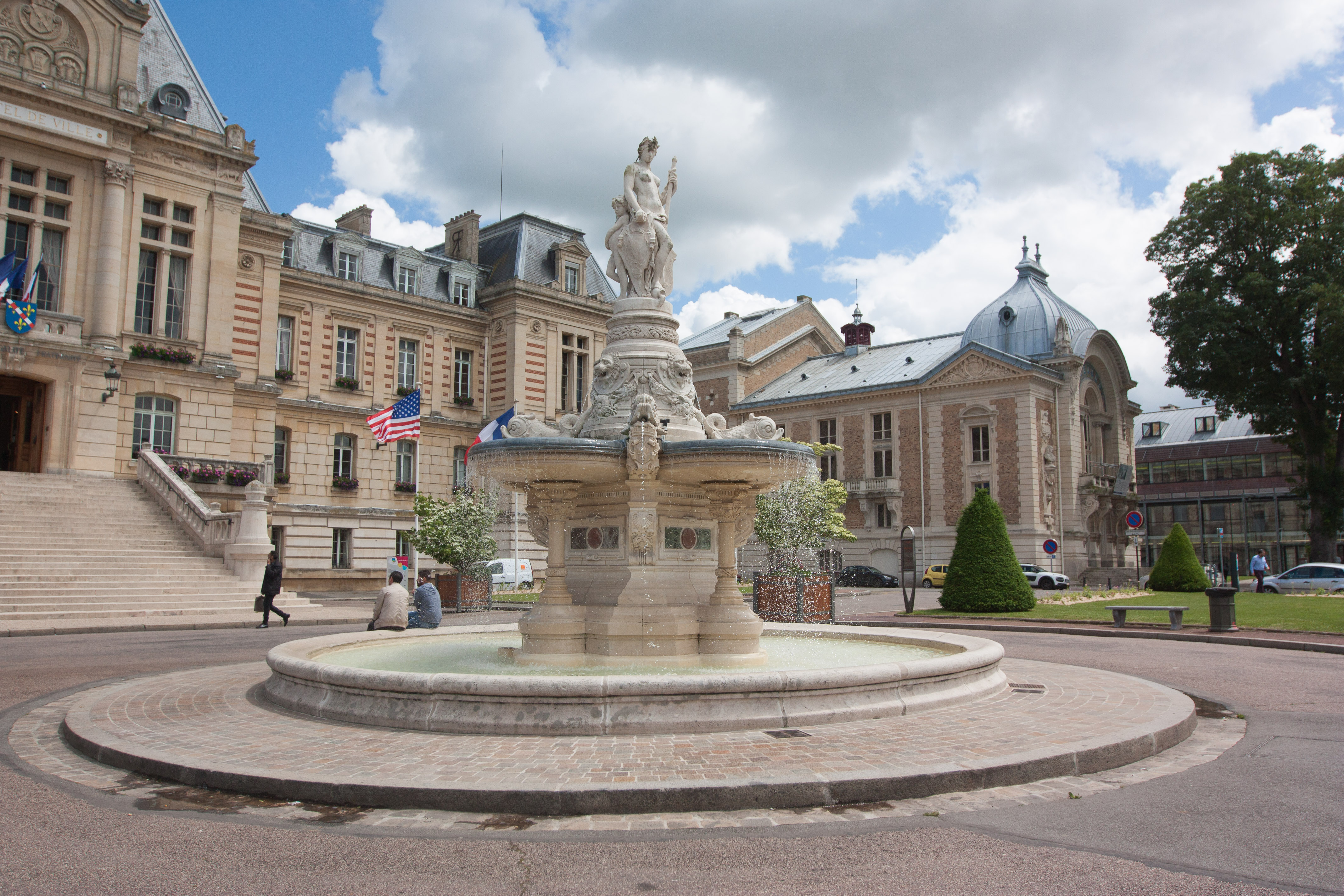
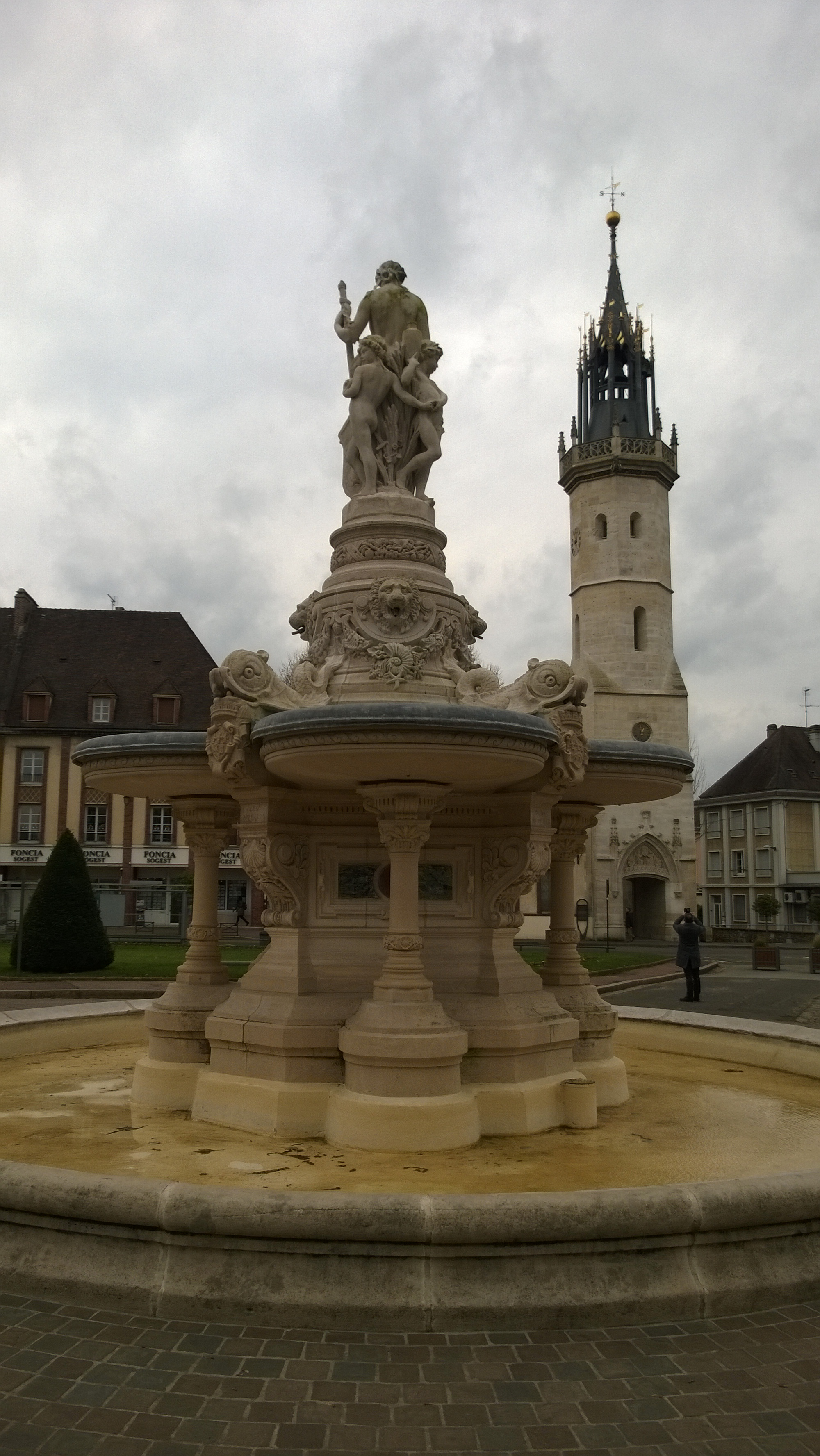